# En la sombra (memorias)
En la sombra—titulado en inglés: Spare— es una memoria del Príncipe Harry, duque de Sussex, que se publicó el 10 de enero de 2023. Fue escrita por J. R. Moehringer y publicada por Penguin Random House. Tiene 416 páginas y está disponible en formato digital, de bolsillo y de tapa dura y ha sido traducido a quince idiomas. También hay una edición de audiolibro de 15 horas, que el propio Harry narra.
El libro fue muy esperado y estuvo acompañado de varias entrevistas televisadas importantes. El título se refiere al dicho aristocrático de que se necesitaba un "heredero y un repuesto" para garantizar que la herencia permaneciera en la familia. En el libro, Harry detalla su infancia y el profundo efecto de la muerte de su madre, Diana, Princesa de Gales, así como su adolescencia y su posterior despliegue en Afganistán con el ejército británico. Escribe sobre su relación con su hermano, el príncipe William, y su padre, el rey Carlos III, y el matrimonio de su padre con Camilla Parker Bowles, así como su noviazgo y matrimonio con la actriz estadounidense Meghan Markle y el posterior alejamiento de la pareja de su roles reales.
Spare recibió críticas generalmente mixtas de los críticos, algunos de los cuales elogiaron la franqueza de Harry pero criticaron la inclusión de demasiados detalles personales. Según Guinness World Records, Spare se convirtió en "el libro de no ficción más vendido de todos los tiempos" en la fecha de su lanzamiento.

## Antecedentes y escritura
En julio de 2021, se anunció que Harry iba a publicar unas memorias a través de Penguin Random House, las ganancias de sus ventas se destinarían a organizaciones benéficas y, según se informa, Harry obtendría un anticipo de al menos 20 millones de dólares. Está escrito por el novelista J. R. Moehringer. Al mes siguiente, confirmó que 1,5 millones de dólares de las ganancias de las memorias se destinarían a la organización benéfica Sentebale, mientras que 300.000 libras esterlinas se donarían a WellChild.
Harry declaró: "Estoy escribiendo esto no como el príncipe en el que nací, sino como el hombre en el que me he convertido. He desempeñado muchas funciones a lo largo de los años, tanto en sentido literal como figurado, y mi esperanza es que al contar mi historia, los momentos más altos y bajos, los errores, las lecciones aprendidas: puedo ayudar a demostrar que no importa de dónde venimos, tenemos más en común de lo que pensamos". Harry dijo que el libro era "preciso y totalmente veraz". El editor afirmó que el libro lleva a los lectores "inmediatamente a una de las imágenes más abrasadoras del siglo XX: dos niños pequeños, dos príncipes, caminando detrás del ataúd de su madre mientras el mundo observaba con tristeza y horror". El editor sostuvo que el libro está "lleno de perspicacia, revelación, autoexamen y sabiduría ganada con esfuerzo".
The Times informó en enero de 2023 que Harry tuvo dudas sobre la publicación del libro después de visitar a su abuela, la reina Isabel II, durante las celebraciones de su Jubileo de Platino en el verano de 2022, pero finalmente siguió adelante. En una entrevista con Bryony Gordon, afirmó que el primer borrador tenía 800 páginas, es decir que tenía material suficiente para dos libros, pero se redujo a unas 400 páginas porque había cosas entre él, su padre y su hermano "que simplemente "No quiero que el mundo lo sepa. Porque no creo que alguna vez me perdonen". Afirmó que el objetivo del libro "no era tratar de colapsar la monarquía", sino más bien salvarla, y agregó que sentía tenía la obligación de reformar la institución por el bien de futuros repuestos, es decir, los hijos menores de su hermano, a pesar de que William le dijo explícitamente que sus hijos no son responsabilidad de Harry.

## Sinopsis
El libro es el relato de Harry sobre su vida hasta la fecha. El título es una referencia al dicho aristocrático de que se necesitaba un "heredero y un repuesto" para garantizar que la herencia permaneciera en la familia si algo le sucediera al heredero. El libro es una autobiografía, pero comienza cerca del final, describiendo una reunión con su padre y su hermano para discutir su plan de alejarse de su papel real. Luego se centra en su educación, su tiempo en el ejército británico y su relación con su familia y con su esposa, Meghan.

### La infancia y la muerte de Diana
Harry describe su comprensión del papel de "Spare" y su aceptación del mismo:

El heredero y el repuesto: no hubo juicio al respecto, pero tampoco ambigüedad. Yo era la sombra, el apoyo, el Plan B. Fui traído al mundo por si a Willy le pasaba algo. Me convocaron para proporcionar apoyo, distracción, distracción y, si fuera necesario, un repuesto. Riñón, tal vez. Transfusión de sangre, Mota de médula ósea. Todo esto me quedó explícitamente claro desde el comienzo de mi viaje por la vida y fue reforzado periódicamente a partir de entonces. ... No me ofendí. No sentí nada al respecto, nada de eso. La sucesión era como el clima, las posiciones de los planetas o el cambio de estaciones. ... Estar resueltamente detrás de las personas que amabas, ¿no era esa la definición de honor? ¿De amor? (pág.15)

En el libro, Harry aborda y refuta los rumores de que su padre no era Charles, sino uno de los amantes de su madre, James Hewitt. Él cree que "una causa del rumor fue el pelo rojo del Mayor Hewitt, pero otra fue el sadismo" alimentado por los tabloides. Agrega que incluso Charles bromeó al respecto una vez, lo que pensó que era "de mal gusto". Compara la dinámica entre él y su hermano mayor, William, como repuesto y heredero, con la de la tía de su padre, La princesa Margarita y la abuela paterna, la reina Isabel II. Menciona que no sentía "nada por [Margaret], excepto un poco de lástima y mucho nerviosismo", y agregó que "ella podía matar una planta de interior con un solo ceño". Harry menciona que en la Escuela Ludgrove, tomó Le gustaba la "caliente" matrona Miss Roberts, pero agrega que otra clienta llamada Pat, que sufría de rodillas torcidas y rigidez en la columna y de quien se burlaba, no "nos puso cachondos" ya que era "pequeña, tímida y agotada".
Harry cuenta que su padre le informó sobre la muerte de su madre temprano en la mañana cuando tenía doce años. Harry afirma que la idea de que él y su hermano caminaran detrás del ataúd de su madre horrorizó a varios adultos, en particular a su tío materno Charles Spencer, IX conde de Spencer. Harry también afirmó que hubo sugerencias de que William debería caminar solo detrás del ataúd, pero Harry se negó a permitirlo, ya que, si los roles se hubieran invertido, William habría hecho lo mismo. Menciona que durante 10 años creyó que su madre se escondía para escapar de la intrusión de la prensa y alega que su hermano William también solía tener esos pensamientos. También analiza cómo la conclusión sumaria de las investigaciones sobre la muerte de su madre fue "simplista y absurda"." Se pregunta por qué los paparazzi que la habían estado siguiendo y por qué las personas que los enviaron no estaban en prisión, con una posible explicación que todo se debió a que "la corrupción y el encubrimiento estaban a la orden del día" Harry dice que él y su hermano estaban planeando emitir un comunicado para pedir conjuntamente que se reabriera la investigación pero "aquellos que decidieron nos disuadieron". Harry menciona que durante su viaje a París para la semifinal de la Copa Mundial de Rugby de 2007, hizo que un hombre condujera por el mismo túnel donde había muerto su madre a 60 millas por hora (97 km/h), la velocidad con la que el coche de Diana pasaba por el túnel. Harry describe la decisión como "mal concebida", ya que sólo le trajo más dolor. Más tarde admite que para conectarse con su madre pidió ayuda a una mujer que "decía tener 'poderes'".

### La adolescencia, el consumo de drogas y el despliegue en Afganistán
En las memorias, Harry admite que consumió cocaína a los 17 años, lo cual, según dijo, "no fue muy divertido", pero "sí me hizo sentir diferente". Agrega que también tomó hongos mágicos en una fiesta en la casa de Courteney Cox en enero de 2016 y "los tragó con tequila", después de lo cual tuvo alucinaciones en un baño y habló con la papelera y el inodoro. Menciona cómo la editora de News of the World, Rebekah Brooks, se mantuvo firme en publicar una historia sobre su consumo de drogas. Harry la describe como un "sapo repugnante" y "una pústula infectada en el trasero de la humanidad, además de una excusa de mierda para un periodista". Harry también habla del "episodio ignominioso" de perder su virginidad en un campo detrás de un pub concurrido con "una señora mayor que amaba los caballos", quien lo trató "no muy diferente a un joven semental". Harry también detalla un episodio en un bar donde "bebía y bebía y trataba de buscar pelea". Menciona que lo echaron del bar y que en el hotel "gruñó" a su guardaespaldas, "se abalanzó sobre él y le dio una palmada en la cabeza". Después de no obtener una reacción, menciona que "lo abofeteó de nuevo" porque "estaba decidido a lastimarlo".
Harry afirma que su hermano William y su futura cuñada Catherine le sugirieron que eligiera su uniforme nazi en lugar de su uniforme de piloto para una fiesta de disfraces "nativa y colonial" en 2005. Menciona que le "gustó" Catherine la primera vez que la vio, describiéndola como "más hermana que suegra" a quien le gustaba ver reír. Al detallar sus períodos de servicio en Afganistán, Harry afirma que voló en seis misiones que mataron a 25 miembros talibanes, a quienes no veía como "personas", sino como "piezas de ajedrez" que habían sido retiradas del tablero. Agrega que "no es un número que me dio ninguna satisfacción. Pero tampoco fue un número que me hizo sentir avergonzado".

### Relación con Charles y Camilla, la boda de William y Caroline Flack
Harry menciona que tanto él como su hermano habían acordado dar la bienvenida a la amante de Charles, Camilla Parker Bowles, a su familia con la condición de que su padre no se casara con ella. Alega que Camilla lo "sacrificó" "en su altar personal de relaciones públicas" para mejorar su propia imagen pública y filtró "detalles minuciosos" de una conversación que tuvo con William a la prensa. Alega que William "sintió una culpa tremenda" por no hablar sobre la aventura de su padre con Camilla, y que había "albergado durante mucho tiempo sospechas sobre la Otra Mujer". Agrega que William quedó "confundido" y "atormentado" como resultado del asunto. Harry también dice que Camilla había "jugado un papel" en la muerte de su madre porque ella había sido "fundamental" en la desintegración del matrimonio de sus padres. Comparó la primera vez que la conoció con "recibir una inyección" y agregó que Camilla estaba "aburrida", en parte porque Harry no era el heredero de Charles y no podía ser una amenaza a sus deseos de casarse con su padre. Harry dice que su padre encontró la felicidad después de casarse con Camilla, y que quería que tanto su padre como Camilla fueran felices, preguntándose si "ella era menos peligrosa siendo feliz". Harry también afirma que Camilla convirtió su dormitorio en Clarence House en su camerino tan pronto como él se fue. También habla de la experiencia de Charles en Gordonstoun, donde Harry afirma que su padre fue intimidado y "casi no sobrevivió". Habla del apego de su padre a su osito de peluche, que lo ayudó en Gordonstoun y siguió siendo uno de sus objetos favoritos como un adulto, representación de "la soledad esencial de su infancia".
En el libro, Harry describe su papel como padrino de boda de William durante su boda en 2011 como una "mentira descarada" cuando James Meade y Thomas van Straubenzee dieron el discurso de la recepción de la boda, que Harry consideró que era la decisión correcta, como podría haber dicho. "algo tremendamente inapropiado". También menciona que tenía un "niño" congelado en la boda después de su viaje al Polo Norte y le aconsejaron que le aplicara crema Elizabeth Arden, cuyo olor le recordaba a su madre. También alega que William estaba "ebrio" con ron horas antes de su boda. En las memorias, Harry afirma que meses después de romper con Chelsy Davy le presentaron a Caroline Flack, a quien vio durante un tiempo antes de que la intrusión de la prensa "manchara" su relación "irremediablemente". También niega tener una relación con Cameron Diaz a pesar de los rumores de los tabloides. Menciona que los británicos, que se encuentran "entre las personas más alfabetizadas del planeta, eran también los más crédulos" a la hora de creer en los rumores de los tabloides.

### Relación con Meghan y paternidad
Harry afirma que el día que tuvo su primera cita con Meghan Markle, estaba en el mar para una competición de carreras en un barco que no tenía baño y se mojó los pantalones. Harry menciona cómo se arrepintió de buscar escenas de sexo de Meghan en Suits. Agrega que durante una confrontación con Meghan, él se enojó "desproporcionada y descuidadamente", después de lo cual ella dijo que no "toleraría" tal comportamiento y que él necesitaba hacer terapia. Afirma que posteriormente su hermano lo instó a examinar más a fondo su romance con Meghan porque creía que la relación avanzaba "demasiado rápido", aunque Harry creía que su madre lo había ayudado a encontrar a Meghan. Harry escribe que la reina Isabel II le pidió a Meghan que seleccionara una tiara de su colección privada para la boda. Alega que la vestidora de la reina, Angela Kelly, no les prestó la tiara más tarde porque no podía salir del palacio sin "una ordenanza y escolta policial". Afirma que después de que intentaron contactar a Kelly varias veces, ella "apareció de la nada" para entregar un formulario de autorización y regalar la tiara, pero "sus ojos eran de fuego", lo que Harry interpretó como una "clara advertencia".
Harry afirma que hubo un desacuerdo entre Meghan y Catherine sobre los vestidos de niña de las flores, ya que Catherine sintió que el vestido de su hija Charlotte necesitaba ser completamente rehecho cuatro días antes de la boda de Harry y Meghan. Harry afirma que Catherine le dijo a Meghan a través de un mensaje de texto que Charlotte había "llorado" cuando se probó el vestido porque era "demasiado grande, largo y holgado", antes de que Meghan, quien se había tomado un día para responder, le recordara que estaba lidiando con su padre, que estaba enfermo y no iba a asistir a la boda. Catherine aceptó llevar a Charlotte al sastre de Meghan y Harry alega que encontró a Meghan sollozando en el suelo una vez que llegó a casa. Harry afirma que Catherine no quiso hacer daño y luego afirma que los visitó al día siguiente con flores y una tarjeta para hacer las paces. Harry recuerda una discusión sobre el momento del ensayo de la boda, en la que supuestamente su futura esposa le dijo a su cuñada Catherine, que recientemente había dado a luz a su hijo menor, que debía estar sufriendo de "cerebro de bebé debido a sus hormonas" ya que había olvidado un detalle sobre el horario del ensayo. Afirma que Meghan se disculpó en un té de reconciliación en el Palacio de Kensington en junio de 2018. Harry también culpa a la familia de su padre y su madrastra por revelar a la prensa la historia sobre la discusión de Meghan y Catherine.
Harry habla de dos señales que insinuaban que iba a tener un hijo. El primero involucró a Meghan cantando ante un grupo de focas cantantes, quienes, según él, respondieron cantando. El segundo involucró a Meghan tomando dos pruebas de embarazo en casa y colocando las varitas en su mesita de noche, donde guardaba "la caja azul con el cabello de mi madre". Harry menciona que en ese momento pensó: "Bien, pensé, bien. Veamos qué puede hacer mamá con esta situación". Al enterarse de que estaban esperando su primer hijo, Harry menciona que agradeció a los "selkies" y "Mamá". También confirma que anunciaron el embarazo a otros miembros de su familia el día de la boda de su prima, la princesa Eugenia, en octubre de 2018. Más tarde menciona que mientras su esposa estaba dando a luz, usó una lata de gas de la risa para "mejorar mi calma". Harry también habla sobre el aborto espontáneo de Meghan en 2020 y cómo salieron del hospital con su "niño por nacer" en "un paquetito." Añade que fueron a "un lugar secreto" donde, "debajo de un gran árbol de higuera de Bengala", cavó un hoyo con las manos y enterró al niño.

### Alejándose del papel real
El libro también detalla una confrontación entre Harry y su hermano William en Nottingham Cottage en 2019, que según Harry ocurrió durante una visita de su hermano que quería hablar sobre "toda la catástrofe" de su relación. Harry afirma que William se quejó de Meghan, a quien supuestamente describió como "difícil", "grosera" y "abrasiva". Harry llama a los agravios de su hermano una "repetición como un loro de la narrativa de la prensa" sobre su esposa. Los dos recurrieron al intercambio de insultos, y Harry desestimó la afirmación de William de que estaba tratando de ayudar. Una vez que estuvieron en la cocina, Harry alega que William "me agarró por el collar, me rompió el collar y me tiró al suelo. Aterricé en el plato del perro, que se rompió debajo de mi espalda y los pedazos me cortaron". Harry afirma que se negó a devolver el golpe a pesar de que William le instó a hacerlo. Afirma que al salir, William parecía "arrepentido y se disculpó". Añade que llamó a su terapeuta y que al enterarse del incidente, Meghan "se puso terriblemente triste".
En el libro, Harry afirma que su padre se preguntó si Meghan quería continuar su carrera como actriz porque no "tenían dinero de sobra". Charles continuó apoyando a la pareja hasta su salida del Reino Unido, pero Harry afirma que el principal temor de su padre era la popularidad de Meghan, que podría eclipsarlo. Harry también afirma que a Charles y Camilla tampoco les gustaba que William y Catherine "recibieran demasiada publicidad". Luego menciona que no esperaba perder su seguridad financiada por el estado después de retirarse de su papel real, ya que a su tío Andrew, que fue "acusado de agresión sexual a una joven", se le permitió quedarse con la suya. Afirma que la Cumbre de Sandringham fue un "arreglo" de los secretarios privados de la casa real, "tres hombres blancos de mediana edad" que habían consolidado el poder mediante una "atrevida maniobra maquiavélica", a quienes se refiere como "la abeja" (Sir Edward Young), "la Avispa" (Clive Alderton) y "la Mosca" (Simon Case).
Harry también relata otra reunión tensa con Charles y William después del funeral de su abuelo, el príncipe Felipe, en abril de 2021, donde Charles dijo: "Por favor, muchachos. No hagan de mis últimos años una miseria". Harry describe a William como "mi querido hermano, mi archienemigo", antes de señalar cómo por primera vez notó su "alarmante" calvicie y cómo su parecido con su madre se fue desvaneciendo. Harry menciona que durante un paseo con su padre y su hermano, William se preguntó por qué no había acudido a ellos cuando tenía problemas dentro de la institución, antes de agregar que debería abordar sus quejas sobre el acuerdo Megxit "con Granny". Harry menciona que estaba disgustado por la respuesta de su hermano, pero William se abalanzó y le dijo que lo amaba y "te juro por la vida de mamá que solo quiero que seas feliz". Harry declaró en el libro que no creyó lo que dijo su hermano.
Después de que se le negó el permiso para ser enterrado en Althorp junto a su madre en caso de su muerte, Harry menciona que eligió la finca Frogmore como su lugar de entierro.

## Lanzamiento

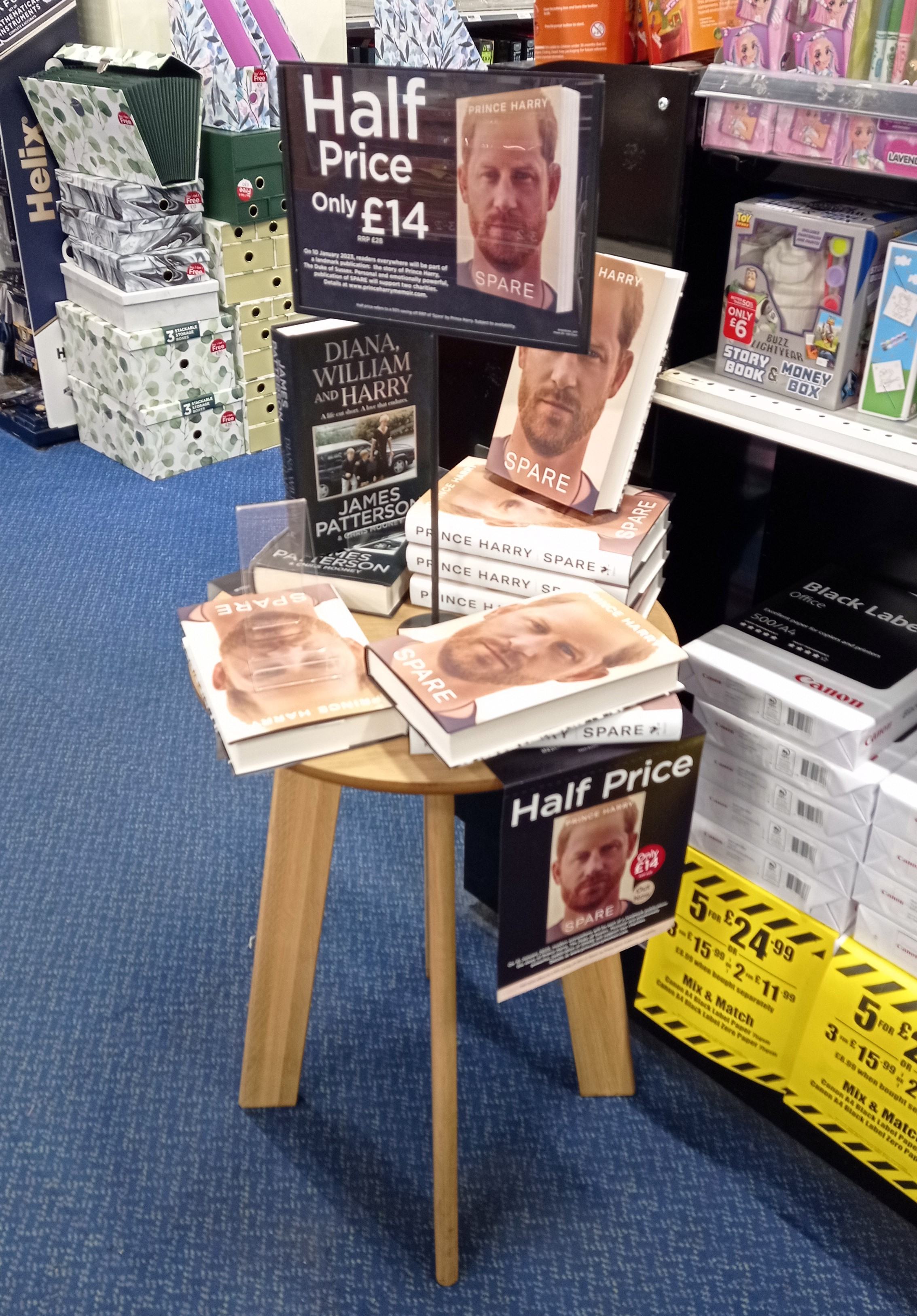
Spare a la venta en Londres, 14 de enero de 2023.

Las memorias se publicaron oficialmente el 10 de enero de 2023 y se tradujeron a quince idiomas (alemán, holandés, danés, sueco, francés, italiano, español, portugués europeo, portugués brasileño, rumano, polaco, griego, húngaro, finlandés, y chino). Tenía un precio de £28 en el momento del lanzamiento, pero en noviembre de 2022 los principales libreros lo anunciaban a la mitad de ese precio, lo que generó críticas por parte de los pequeños libreros que no podrían igualar el precio con descuento. Cinco días antes de su fecha de lanzamiento oficial, la edición en español En La Sombra se vendió accidentalmente en algunas librerías de España pero fue retirada apresuradamente de la venta. Según Sky News, el título en inglés "parece" referirse al término "heredero y repuesto", lo que sugiere cómo se siente Harry acerca de su posición en la familia real.
Harry tuvo tres entrevistas transmitidas para promocionar el libro, todas filmadas en California. El 8 de enero se transmitió una entrevista con Harry realizada por Anderson Cooper en 60 Minutes, al igual que una entrevista de Tom Bradby titulada Harry: The Interview en ITV1. El 9 de enero se transmitió por ABC una tercera entrevista de Michael Strahan en Good Morning America y un especial titulado Prince Harry: In His Own Words. Las tres emisoras pidieron al palacio comentarios sobre las afirmaciones hechas en las entrevistas, pero se negaron a proporcionarles las imágenes debido a sus respectivas políticas de cadena. Luego, Harry apareció en The Late Show with Stephen Colbert el 10 de enero. También se sentó para entrevistas exclusivas con la revista People, y con Bryony Gordon para The Daily Telegraph.
En clips previos de las entrevistas se vio a Harry diciéndole a Cooper que "Cada vez que intenté hacerlo en privado, hubo informes, filtraciones y plantas de historias contra mí y mi esposa" y que "El lema de la familia es 'nunca te quejes'. nunca explique', pero es sólo un lema... [El Palacio de Buckingham] alimentará o tendrá una conversación con un corresponsal, y ese corresponsal literalmente recibirá información con cuchara y escribirá la historia, y al final de ella, dicen que se han puesto en contacto con el Palacio de Buckingham para hacer comentarios. Pero toda la historia son comentarios del Palacio de Buckingham. Así que cuando nos dicen durante los últimos seis años, "no podemos hacer una declaración para protegerlos", pero ustedes sí para otros miembros de la familia, llega un momento en que el silencio es una traición". Daily Express señaló que la parte en la que Harry describe el silencio como traición fue tomada de una cita de Martin Luther King Jr. sin dar atribución. En la entrevista con Bradby, Harry dijo que "me gustaría recuperar a mi padre, a mí me gustaría tener de vuelta a mi hermano" y que "quiero una familia, no una institución", añadiendo que "ellos sienten que es "Es mejor mantenernos de alguna manera como los villanos" y que "no han mostrado absolutamente ninguna voluntad de reconciliarse". Fuentes cercanas al rey Carlos III respondieron a las afirmaciones insistiendo en que ama a sus dos hijos y ha mantenido abiertos los canales de comunicación a lo largo de los últimos años, a pesar de que su relación ha sido ocasionalmente tensa. Según los informes, los dos también permanecieron en contacto y se reunieron varias veces durante las celebraciones del Jubileo de Platino de la reina Isabel II en junio de 2022. En la entrevista con Strahan, Harry declaró: "No creo que podamos tener paz con mi familia a menos que la verdad salga a la luz".

## En la cultura popular
El libro y su contenido se parodian en un episodio de 2023 de South Park titulado "The Worldwide Privacy Tour", en el que el Príncipe de Canadá y su esposa, que han estado criticando a la monarquía, realizan una gira de promoción de sus memorias Waaagh y exigir privacidad. Una versión parodia del libro publicado por Little, Brown and Company y titulado ''Spare Us! A Harrody (en español: ¡Sálvanos! Un Harrody) salió a la venta en abril de 2023. Lovehoney hizo referencia a las memorias en sus anuncios de mordazas de bola "de repuesto" con el texto "El silencio es oro, Harry".